# Pdogg
Kang Hyo-won (en hangul, 강효원; Changwon, Corea del Sur, 19 de septiembre de 1983), conocido como Pdogg (en hangul, 피독), es un productor, compositor y letrista surcoreano de la compañía Big Hit. Ha trabajado para artistas como 8Eight, Baek Ji-young, BTS, Jo Kwon y Lim Jeong-hee, entre otros.

## Biografía y carrera
En 2007, a los 25 años, Pdogg empezó a relacionarse con Bang Si-hyuk, el CEO de la discográfica Big Hit, quien manejaba una comunidad en línea para compositores donde Pdogg publicaba algunas de sus propias composiciones musicales. Su música tuvo una buena recepción y sus pistas «Come Back» y «Love» fueron incluidas en el primer disco del grupo 8Eight, The First, y en el tercer álbum de estudio de Lim Jeong-hee, respectivamente. En 2010, con la ayuda del rapero Sleepy, Pdogg descubrió a RM —alrededor de quien posteriormente se inició la formación de la banda BTS— y lo llevó a Big Hit. Pdogg eventualmente se convirtió en el principal productor del grupo. En noviembre de 2020, debido a su gran contribución en la carrera musical de BTS, se le dedicó un episodio a sus canciones en el programa Immortal Songs: Singing the Legend.
En febrero de 2021, la Korea Music Copyright Association (KOMCA) reveló que Pdogg había recibido el mayor número de regalías por composiciones entre todos los compositores y letristas coreanos por tercer año consecutivo.